# Georg Hartmann von Witzleben
Georg Hartmann von Witzleben (* 23. September 1766 in Wohlmirstedt; † 15. September 1841 in Roßleben) war ein preußischer Geheimer Regierungsrat, Erbadministrator der Klosterschule Roßleben und bis 1803 Besitzer des Blauen Hofes in Wohlmirstedt.

## Leben

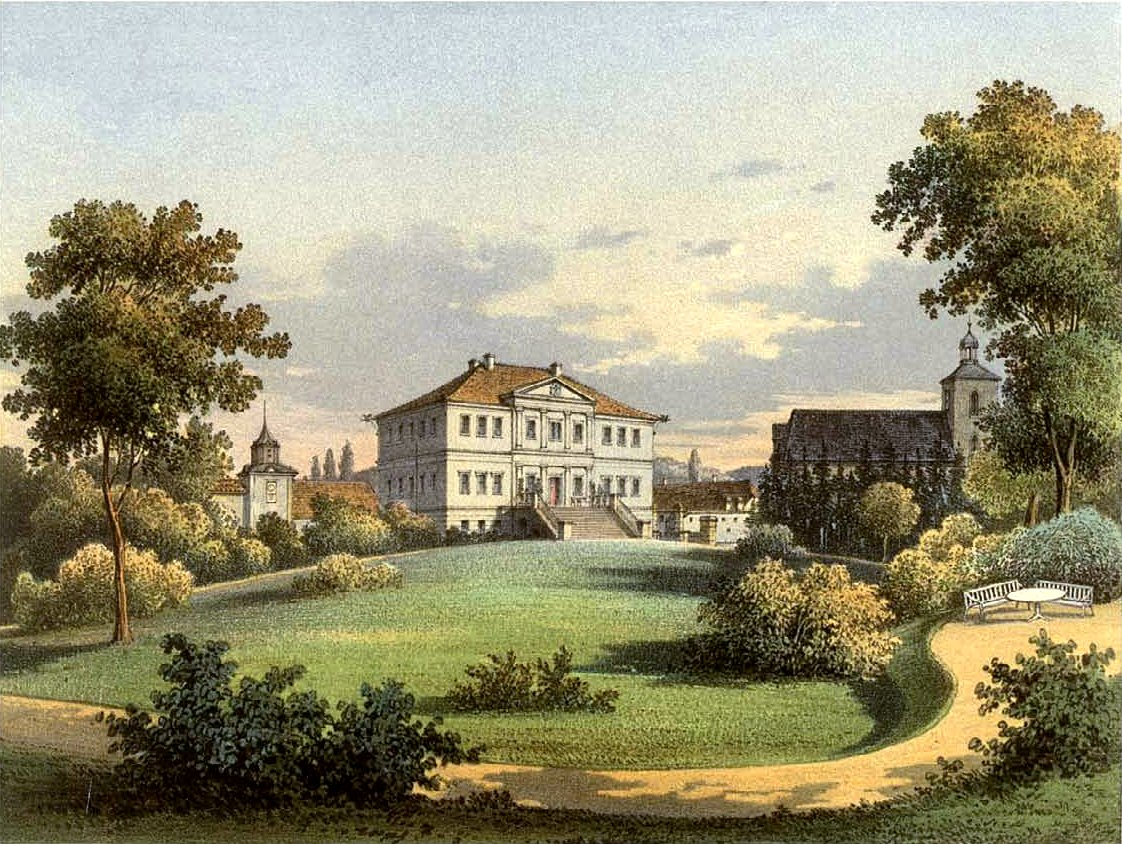
Rittergut Wohlmirstedt um 1860, Sammlung Duncker

Er entstammte dem Adelsgeschlecht von Witzleben und war das sechste Kind des Friedrich Wilhelm von Witzleben (1714–1791). Witzleben promovierte zum Dr. jur. und Dr. phil.
1797 heiratete er in Weißenfels Wilhelmine Freiin von Seckendorff (1769–1812). Nach deren Tod am Silvestertag 1818 ging er 1820 in Oberwiederstedt mit Caroline von Witzleben (1787–1860), der Tochter von Friedrich Ludwig von Witzleben seine zweite Ehe ein. Aus der ersten Ehe ging der später Oberpräsident Hartmann von Witzleben hervor.
Von 1800 bis 1801 war er als Geheimer Finanzrat am Dresdner Hof tätig, wo er den Dichter Novalis kennenlernte, mit dem er sich anfreundete und über dessen Tod er im folgenden Jahr sehr schockiert war. Novalis’ Vater sorgte dafür, dass Georg Hartmann von Witzleben 1801 in Dürrenberg zu seinem Adjunkten als Salinedirektor ernannt wurde. In Bad Dürrenberg ist der 1811–1816 erbaute Witzlebenturm, ein Förderturm, um Sole für die Salzproduktion zu gewinnen, nach ihm benannt.
Nach seinem Tod kam es zu innerfamiliären Auseinandersetzungen über das Erbadministratorenamt.